# Brazilské korunovační klenoty

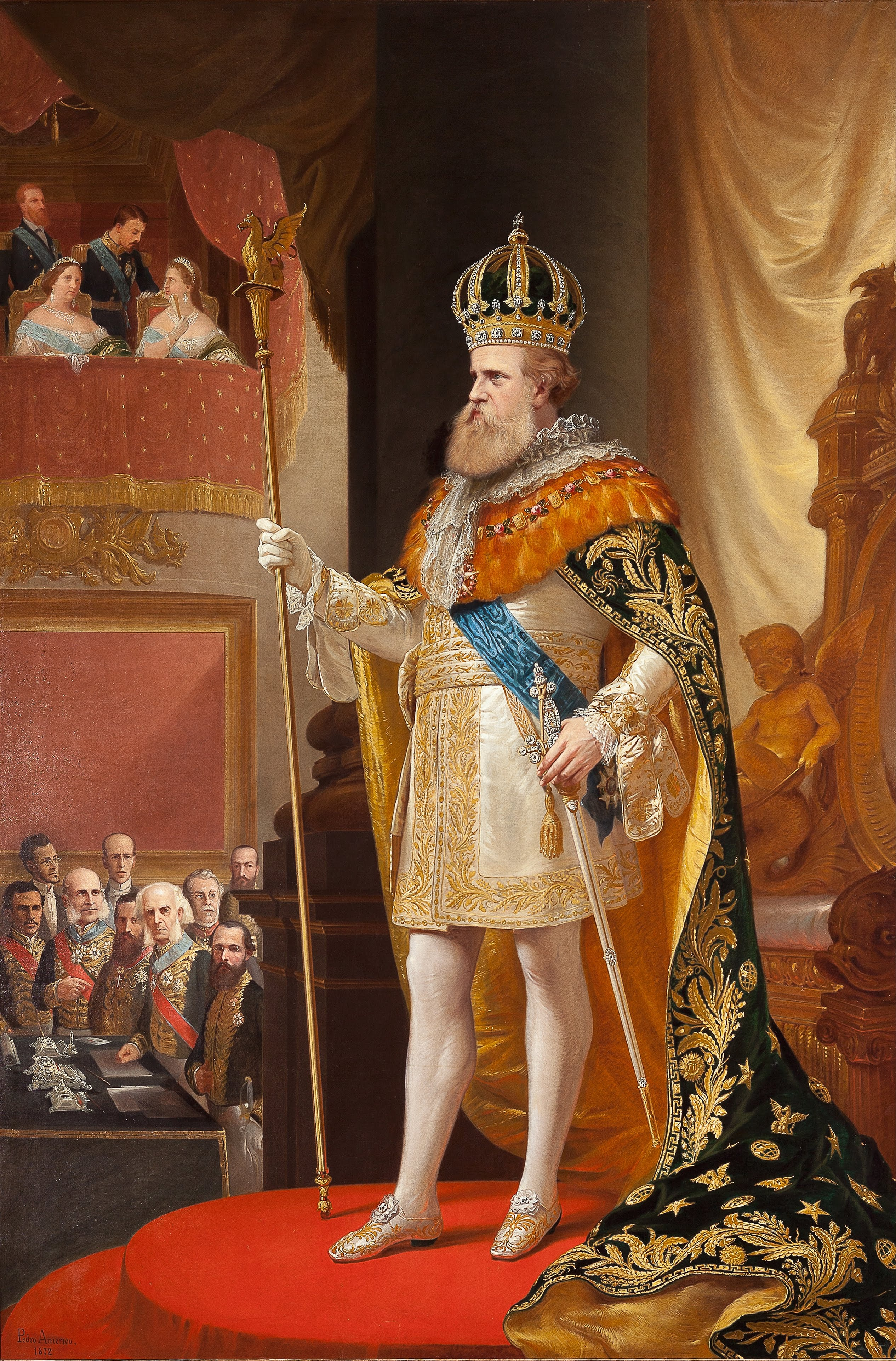
Petr II. v roce 1872 svolává Shromáždění a Senát s korunou a žezlem

Brazilské korunovační klenoty jsou soubor insignií a ozdob používaných panovníky brazilského impéria během korunovačních ceremonií nebo jiných oficiálních příležitostí.

## Hlavní součásti souboru

### Koruna Petra I.
Tato koruna byla vyrobena pro prvního brazilského císaře Petra I. Poprvé byla použita při jeho korunovaci 12. října 1822. Později, v roce 1831, byla nahrazena korunou Petra II. Je vyrobena z 22 karátového zlata, má elipsovitý tvar a měří 36,5 cm na výšku, 20 cm v průměru a váží 2 689 kg. Před výměnou za korunu Petra II. byla vyzdobena celkem 639 diamanty a 227 brilianty. V současné době je vystavena jako součást sbírky císařského muzea v Petrópolis.

### Koruna Petra II.
Tato koruna byla vyrobena pro druhého brazilského císaře Petra II. Poprvé byla použita při jeho korunovaci 18. července 1841. Koruna je 31 cm vysoká, má 20,5 cm v průměru, váží téměř 1,955 kg a je zdobena 639 brilianty a 77 perlami. Po vyhlášení republiky byla císařská koruna ponechána v Národní pokladnici, kde zůstala až do roku 1943, kdy byla převezena do nově vzniklého císařského muzea.

### Císařské žezlo
Císařské žezlo má na svém vrcholu heraldický symbol rodu Serenissima z Bragança, který vládl jak v Brazílii, tak v Portugalsku. Je vyrobeno ze zlata, váží 2,5 kg a měří 2,5 m.

## Galerie

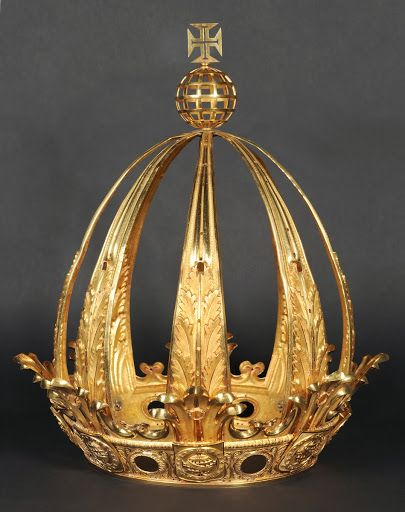
Koruna Petra I. po odebrání drahých kamenů na korunu Petra II.
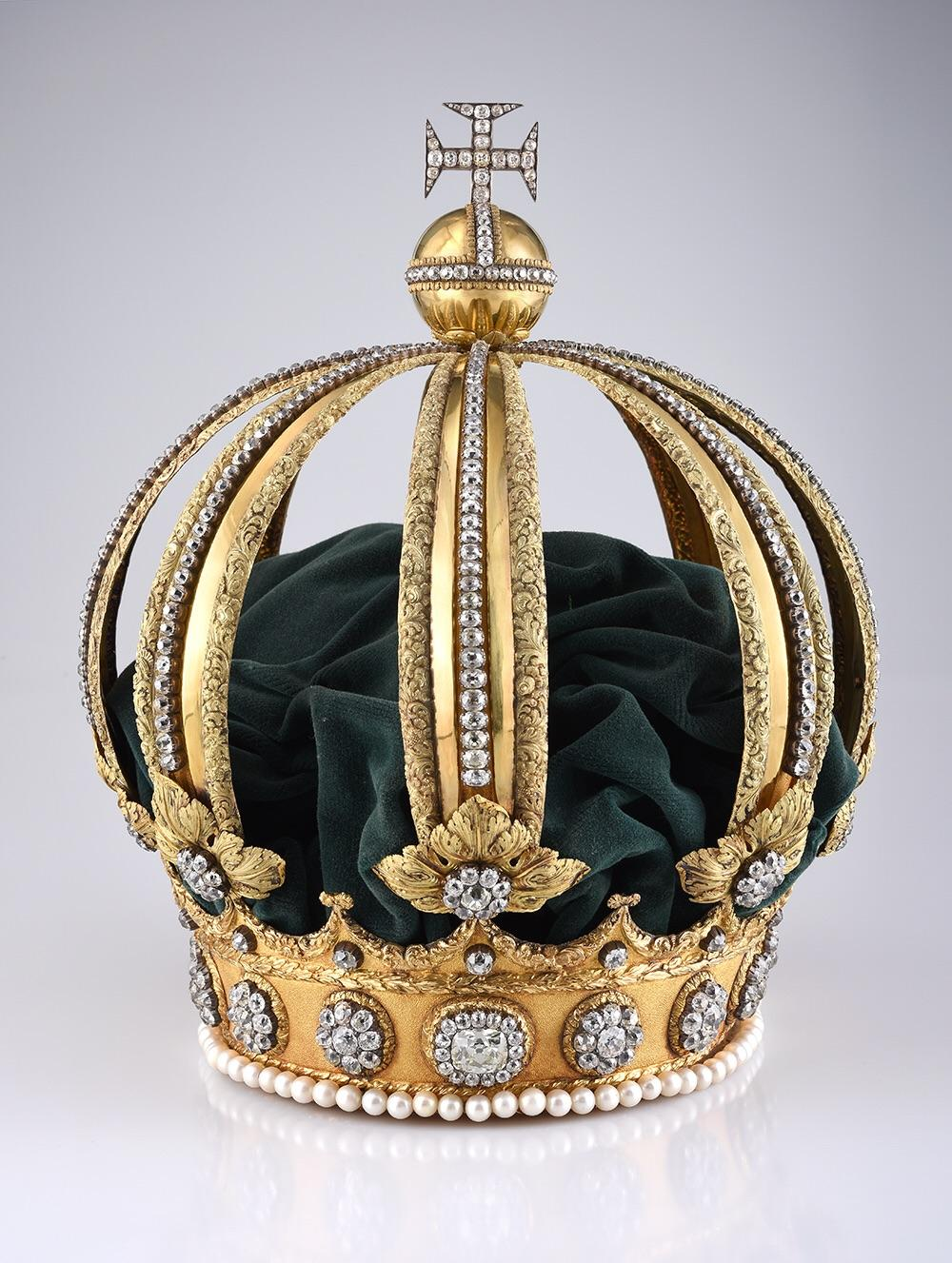
Koruna Petra II., která byla vyrobena v roce 1822 k jeho korunovaci
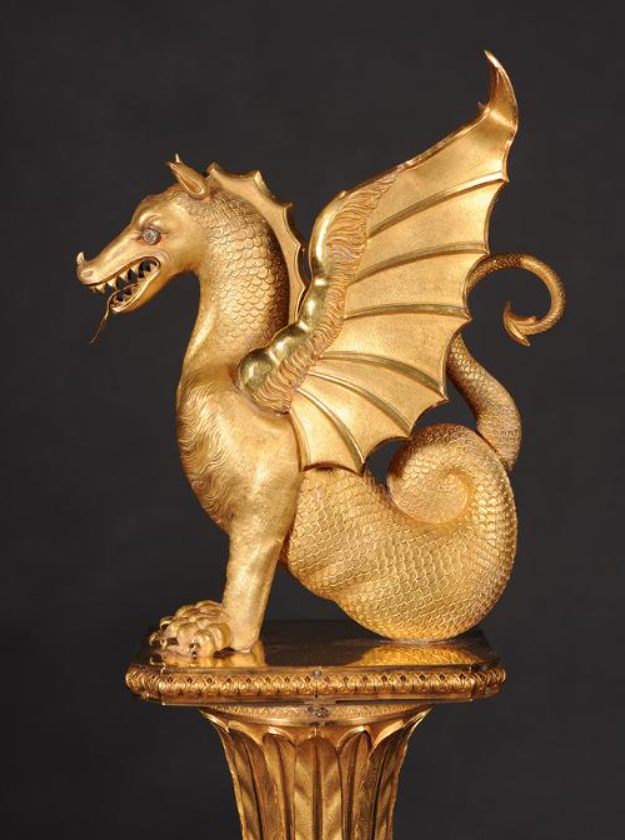
Vršek císařského žezla s heraldickým znakem
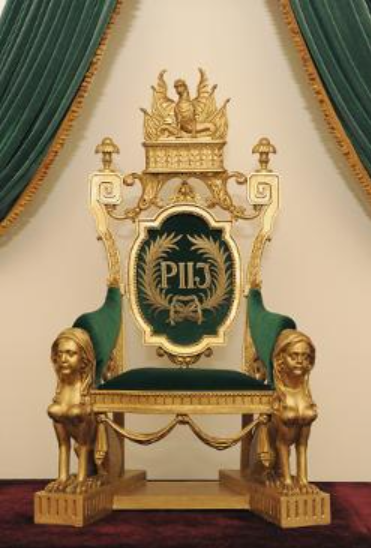
Trůn Petra II.